# Повез
Повез јесте део књиге који спаја листове, корице и хрбат. Његов циљ јесте да заштити текст књиге од могућих оштећења као и да обједињује листове (који би се у супротном растурили да нису чврсто повезани).

## Повезивање књига
Повезивање књига је поступак физичког састављања књиге формата кодекса од снопа листова папира који се преклапају или се понекад остављају као сноп појединачних листова. Папири се затим повезују заједно дуж једне ивице шивењем кроз наборе или се повезују слојем лепка.
Повезивање се може вршити ручно, као што је то рађено код рукописних књига и инкунабула. У то време корице су се богато украшавале кожом, златом, слоновачом и другим драгоценим материјалима.
Од XVI века књиге се повезују корицама од картона које могу бити пресвучене кожом, платном или неким другим материјалом. Данас се књиге повезују машински у књиговезницама.
Основни технолошки поступци у повезивању су: пресавијање табака, њихово увезивање, обрезивање и коричење.

### Bрсте повеза[1]
- Кожни- врста повеза где су корице пресвучене кожом
- Француски- врста повеза од телеће коже, украшени златотиском
- Мекани- повез са савитљивим корицама
- Пергаментни- повез са корицама које су пресвучене пергаментом, или је њиме пресвучен само хрбат. За ову сврху најбољи је телећи пергамент. Украшавао се и златотиском
- Платнени- повез са корицама које су пресвучене књиговезачким платном
- Полуплатнени- код њих је хрбат пресвучен књиговезачким платном а корице папиром за пресвлачење
- Ручни- ручно рађен повез
- Машински- повез израђен на одговарајућим машинама за велике тираже. Најпре се појавио у 19 веку у Енглеској и САД, а касније и у другим земљама

## Историја

### Формати раних књига
Глинене плочице- уобичајена величина ових плочица била је око 15x15 cm, али постојали су и мањи (5x6cm) и већи (25x40cm) формати. Текстови су исписивани клиновима док је глина још била влажна. За дуже списе, писари су користили више плочица које су означавали бројевима. Једном осушене (на сунцу или у пећи), плочице су биле готово неуништиве. Као материјал за писање користиле су се преко 2500 година и то не само у Месопотамији, већ и у Малој Азији, Сирији и на Криту.  
Ране месопотамијске таблице су биле четвртасте, а књиге су се вероватно састојале од неколико таквих плоча које су чуване у кожној торби или кутији.
Повоштене таблице - сматра се да представљају прелаз са тврдих ка меканим материјалима за писање. То су мале правоугане дрвене таблице, издубљене и напуњене воском. Површина би се изгладила, па би се онда писало неким зашиљеним предметом од метала, дрвета или слонове кости. Њихова употреба датира још из античке Грчке.  
Споља су биле пресвучене кожом, а кодексом се називао низ од више таквих повезаних таблица. Ако се кодекс састојао од две воштане таблице називао се диптих, од три триптих, од више полиптих.
Папирусни свици - папирус је материјал за писање који су почели да користе Египћани, а правили су га од биљке папирус која је расла дуж обале реке Нил. Пошто је папирус био превише крт да би се спајао у књигу, од њега су се правили свици. Више листова се спајало у дугачку траку која се намотавала око дрвета (или слоноваче). На њима се писало каламусом.
Пергаментни кодекси - пергамент је био квалитетнији од папируса, трајнији, није се лако ломио и на њему се могло писати са обе стране. Његово појављивање условљава настанак новог формата књиге- кодекса. Добијао се пресавијањем пергаментних табака који су формирали свеску. Књига је обично била повезивана у дрвене корице пресвучене кожом, а неки примерци су били веома богато украшени. На пример: Златни кодекс (IX век) и Сребрни кодекс (IV век).
Папир- појава папира у Европи знатно је олакшала производњу књига тако да је њена цена почела да опада. Књиге су постајале све једноставније, без скупоцених украса на корицама.

### Неки занимљиви историјски облици повезивања:[3]
- Коптско повезивање
- Етиопско повезивање
- Дуговезни повез књига
- Дрвени повез
- Везени повез за књиге [4]
- Традиционално кинеско и корејско повезивање
- Антроподермичко књиговезништво (повезивање књига у људску кожу)

## Модерно повезивање

### Кламовање
Реч је о повезивању материјала кламерицама по средини одштампаног материјала. Претходно се формати машински савијају по средини како би се штампани материјал савијао како треба. Веома је практично и једноставно.
Овакво повезивање се најчешће користи код брошура, часописа, билтена, јеловника, каталога.

### Коричење пластичном (жичаном) спиралом
Ово повезивање се врши уз помоћ пластичне спирале која обавија претходно избушене странице штампаног материјала. Реч је о једноставном и повољном начину повезивања који се најчешће користи за семинарске радове, каталоге, скрипте.

### Меки повез
Код меког повезивања корице су од картона тежине до 500g. Корице могу бити једнобојне, али и штампане унапред по жељи аутора. Повезивање се врши лепком и постоје два начина лепљења. Повезивање хладним лепком (повез мора да одстоји најмање 24 сата) или повезивање топлим лепком (повез може да се користи већ после сат времена).

### Тврди повез
Тврди повез је повез са корицама од чврстог картона, које су обично обложене платном, тврђим штампаним папиром или кожом. Ово је најквалитетнији и најзаступљенији начин повезивања књига.

## Галерија
- Књига повезана кожом убице Вилијама Буркеа, изложена у Музеју хируршке дворане у Единбургу
- Повез са металним копчама и кожном пресвлаком
- Извезени повез са почетка 17. века
- Повез од бамбуса (Сун Цу- Умеће ратовања)
- Богато украшен повез
- Књиге са тврдим повезом
- Књиге са меким повезом
- Пример кламовања код брошура